# 貝斯奇察克沃茲卡

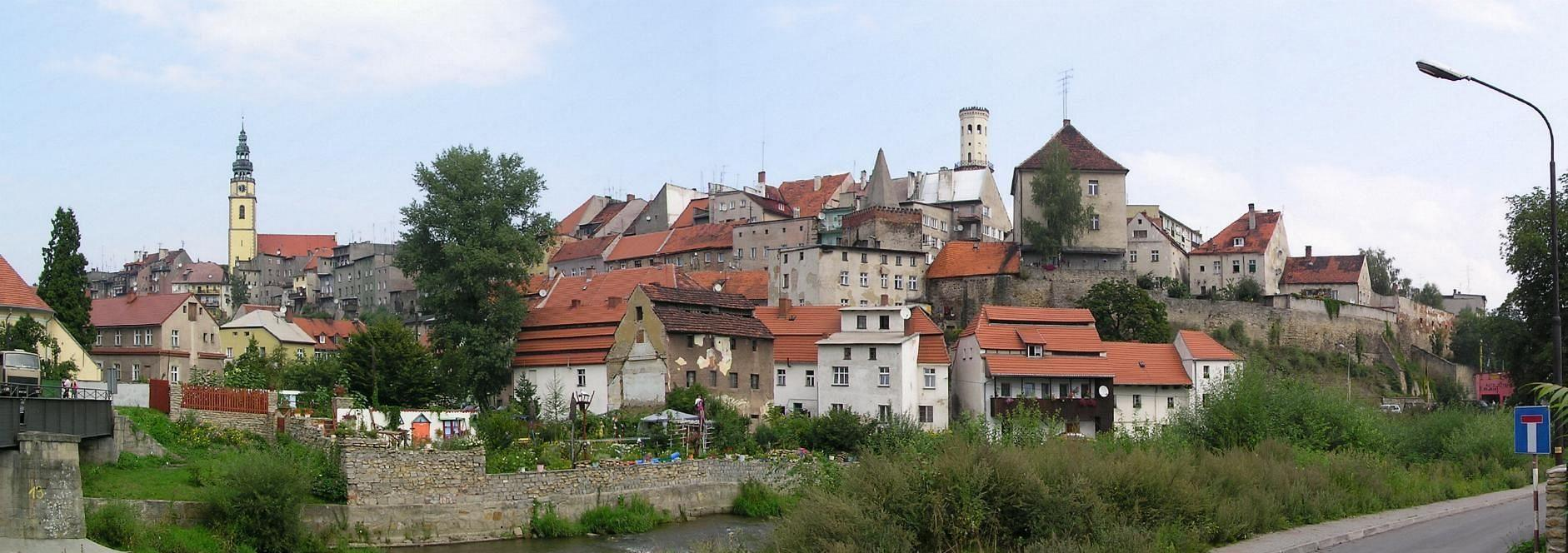

貝斯奇察-克沃茲卡是波蘭的城市，位於該國西南部，距離首府弗罗茨瓦夫20公里，由下西里西亞省負責管轄，始建於十一世紀，面積10.74平方公里，海拔高度340米，2006年人口10,638。

## 外部連結
- bystrzyca.info.pl
- bystrzycaklodzka.pl （页面存档备份，存于）
- bystrzyca.pl （页面存档备份，存于）

50°18′N 16°39′E / 50.300°N 16.650°E